# 中西可奈
中西 可奈（なかにし かな、1982年4月21日 - ）は、日本のフリーアナウンサー。

## プロフィール
- 宮崎県[1]宮崎市出身、宮崎市立赤江東中学校、宮崎県立宮崎南高等学校を経て明治大学を卒業[1]。
- 高校時代は放送部に所属しアメリカ留学も1年間経験した。
- 2006年、鹿児島放送へアナウンサーとして入社。　(同期入社は塚越礼奈)
- 鹿児島放送入社前の大学時代にはテレビ朝日アスクでの受講も行い、受講時代にはBS朝日の報道番組、『News Access』をつとめた経験もある。
- 2011年12月31日テレビ朝日で放送された全国おもしろニュースグランプリでは「私は負けない女子アナ部門」でグランプリを受賞。
- プライベートではDJライセンス、ダイビングライセンスの資格を持ち、西野カナの曲が好き。
- 血液型はB型。
- 愛称は「かなたん」。

## 担当・出演番組
- Jチャン+
- Kingspe
- 鹿児島 ときめきTV
- かごしま元気BOX
- KKBニュース
- KKBサウンド＆トーク （エフエム鹿児島でのKKB番宣番組)

- 口コミTVマミーズクラブ
- ぷらナビ+
- KKBスーパーJチャンネル (17時台リポート、お天気［金曜日］)
- ほっ!とブレイク
- 全国おもしろニュースグランプリ (2006年、2007年、2008年、2011年) - 2011年「女子アナ部門」グランプリ受賞
- 小学生クラス対抗30人31脚
- お国自慢！ふるさと姫君バスツアーin東京！ (2008年9/15)
- 地球目線でいこう!・緑を育むエコチャレンジ (2009年6/20、2010年6/26)
- アサデス - 鹿児島中継
  - 指宿市よりナタマメを紹介 (2009年9/10)
  - 美食キャスター (2012年3/12)
- 薩摩焼酎物語（2009年10/31）
- お国自慢！熊本vs鹿児島料理バトルin東京！ (2010年3/22)
- 第91、92、93、94、95回全国高等学校野球選手権鹿児島大会 - スタンドリポート
- KKB30周年特別番組「ハートにKKB〜む 夢かごしま応援宣言」-天文館・ベルク広場より中継 (2012年10/6)
- 朝だ!生です旅サラダ
  - 「新しい薩摩・黒グルメ」 (2011年8/13)
  - 「安納こがね」 (2011年11/19)
  - 「ナミクダケエビ」 (2012年4/14)
  - 「秋太郎(バショウカジキ)」 (2012年10/20)
  - 「鹿児島でパワースポット巡り！」 (2012年12/22)
  - 「そら豆」 (2013年4/6)
  - 「超早掘りタケノコ」 (2013年12/7)
  - 「桜島大根」 (2014年1/25)
- 夢奉行南薩摩・第36代木村庄之助さんの故郷へ (2013年2/2)
- ナニコレ珍百景 (2013年2/6　鹿児島県の投稿で出演）
- 夢かごしま応援宣言2013 (2013年10/15)
- ザキロバ!アシュラのススメ - 天女・鹿児島支部 (2013年12/17)
- そのとき山が割れた〜大正大噴火100年　桜島からの警鐘〜 (2014年1/4)
- 夢紀行 行司人生を極める〜三十六代木村庄之助の夢の続き〜 (2014年2/22)
- スーパーJチャンネル九州・沖縄（2017年9月25日）細谷めぐみの代打
- KBCニュースピア（2017年9月25日）細谷めぐみの代打
- シリタカ! 【中継で鹿児島の情報を伝える。】

### その他
- KKBふるさとCM大賞 - 司会進行
- おはなしのじかん (2009年12/26、2011年12/25、2012年12/9、2013年12/15、2014年12/7)
- いぶすきフラフェスティバル (2010年5/22)
- いぶすき菜の花マラソン (2014年1/12)
- 大人のための朗読会inプラネタリウム
  - voice.1〜七夕〜 (2012年7/6)
  - voice.2〜バレンタイン〜 (2013年2/14)
  - voice.3〜雨〜 (2013年6/7)
  - voice.6〜バレンタイン〜 (2014年2/13)
- KKB夢応援フェスタ (2014年10/18、10/19)
- MRT宮崎放送Check!リポーター(2021年3/30～)